# Renford Rejects
Renford Rejects is een Britse jeugdserie over een voetbalteam genaamd de Renford Rejects. De serie liep van 1998 t/m 2001, en werd uitgezonden op de Britse Nickelodeon. In Nederland werd de serie tussen 2004 en 2005 (hoewel alleen seizoen 1 en 2) uitgezonden op de Nederlandse Nickelodeon.

## Rolverdeling
| Personage        | Gespeeld door   |
| ---------------- | --------------- |
| Jason Summerbee  | Martin Delaney  |
| Bruno Di Gradi   | Paul Parris     |
| Ben Phillips     | Charlie Rolland |
| Vinnie Rodrigues | Roger Davies    |
| Eddie McAvoy     | Alex Norton     |

## Titelsong
De titelsong is een verkorte en (voor het meeste gedeelte, op het soms oppoppende woord "Australia" na) instrumentale versie van Australia van de Manic Street Preachers.